# دكوا لاقحفية
دكوا لاقحفية (الاسم العلمي: Dikwa acrania) هو نوع من المفصليات يتبع جنس الدكوا من الفصيلة الدكوية.